# Vyzítsa
Vyzítsa (Vyzitsa) är en ort i Grekland.   Den ligger i prefekturen Nomós Magnisías och regionen Thessalien, i den centrala delen av landet, 160 km norr om huvudstaden Aten. Vyzítsa ligger 493 meter över havet och antalet invånare är 255.
Terrängen runt Vyzítsa är varierad. Havet är nära Vyzítsa åt sydväst.  Närmaste större samhälle är Volos, 16,9 km väster om Vyzítsa. 